# Jessica Stockmann
Jessica Stockmann (* 1. Februar 1967 in Hamburg) ist eine deutsche Schauspielerin, Moderatorin und Sängerin.

## Leben
Jessica Stockmann wurde in Hamburg geboren, verbrachte ihre Kindheit in London, Rotterdam und Athen. Später zog die Familie nach Norderstedt bei Hamburg. Nach dem Abitur begann sie eine Musical- und Schauspielausbildung am Bühnenstudio der Darstellenden Künste in Hamburg, die sie 1990 abschloss. Gleichzeitig studierte sie BWL an der Universität Hamburg, brach das Studium nach dem Vordiplom jedoch ab, um sich ganz der Schauspielerei zu widmen. Sie stand in Hamburg, Berlin, Salzburg, Hannover, Braunschweig und am Theater Dortmund auf der Bühne und war darüber hinaus auch in Deutschland auf Tournee. Stockmann trat u. a. in Serien wie Und tschüss!, Wildbach, Die Männer vom K3, Tatort, Polizeiruf 110 und in dem Fernsehfilm Holiday Affair auf. 1999 und 2006 ließ sie sich für den Playboy fotografieren. Von November 1999 bis August 2000 moderierte sie die Clipshow talk talk talk auf ProSieben. Diese Tätigkeit beendete sie aufgrund der Adoption einer Tochter. Ab dem 18. Dezember 2003 moderierte Stockmann die wöchentliche Sendung Hollywood Cinema – Das Kinomagazin auf Tele 5.
Von 2008 bis 2010 schrieb und sang Jessica Stockmann zusammen mit dem Rapper „Big Sal“ Markus Oergel, der 2011 an Krebs starb, sozialkritische Kinderlieder. Im Juni 2013 nahm sie zusammen mit Ingrid van Bergen, Bahar Kizil und Charlotte Karlinder an der Doku-Soap Promi Shopping Queen teil, welche sie gewann. Von November 2013 bis Januar 2014 feierte Jessica Stockmann in Hannover, Braunschweig und auf Tournee ihr Bühnencomeback vor ausverkauften Häusern mit der deutschen Uraufführung Ein Mann mehr ist noch zu wenig.
Stockmann ist Mitglied im Stiftungskuratorium der Deutschen AIDS-Stiftung und engagiert sich für das internationale Kinderhilfswerk Plan International wie auch für das Waisenheim Bal Vikas in Bombay, aus dem sie im Jahr 2000 ihre Tochter Nisha adoptierte. 2011 wurde ihr für ihr langjähriges soziales Engagement in Berlin das Blaue Herz verliehen.
Seit 2023 moderiert Jessica Stockmann gemeinsam mit ihrer Tochter Nisha Stockmann den Podcast Homestory und interviewt ihre Gäste mit  Fragen zu deren Einrichtungsstil und Lebensweise.

### Privat
Stockmann, die beim Norderstedter Verein TC Friedrichsgabe selbst Tennis gespielt hatte, war bis zu dessen Tod 1991 neun Jahre mit dem Tennisspieler Michael Westphal liiert. Dass sie Westphal unter anderem bei dessen Einsätzen im Davis Cup begleitete und in derselben Unterkunft wohnte wie die Mannschaft, rief 1986 die Verantwortlichen des Deutschen Tennis-Bunds auf den Plan, die von ihren Spielern volle Konzentration auf ihre sportlichen Aufgaben verlangte. Das Hamburger Abendblatt schrieb diesbezüglich vom „Fall Jessica“. Ab 1990 lebte sie in Südfrankreich und Hamburg. 1992 heiratete sie Michael Stich. Im Jahr 2000 adoptierten sie gemeinsam eine Tochter, trennten sich wenige Monate später und wurden 2003 geschieden. Stockmann lebte 2004/2005 in Fort Lauderdale (USA), wo sie eine Tochter zur Welt brachte, deren Vater Florian Haffa (Bruder von Thomas Haffa) ist. 2006 kehrte sie nach Europa zurück und zog nach Monaco. Seit Juni 2020 lebt sie, zusammen mit ihren Töchtern, in einer Wohnung in Pöseldorf in Hamburg-Rotherbaum.

## Filmografie
- 1991: Willkommen im Club (Fernsehsendung)
- 1991: Insel der Träume (Fernsehserie)
- 1991, 1993: Die Männer vom K3 (Fernsehreihe, zwei Folgen)
- 1991–2000: Großstadtrevier (Fernsehserie, drei Folgen)
- 1992: Forsthaus Falkenau (Fernsehserie, zwei Folgen)
- 1992: Glückliche Reise (Fernsehserie, Folge Malediven)
- 1993: Wildbach (Fernsehserie, 13 Folgen)
- 1995: Und tschüss! (Fernsehserie, 10 Folgen)
- 1995: Aus heiterem Himmel (Fernsehserie, zwei Folgen)
- 1997: Küstenwache – Insel im Nebel (Fernsehserie)
- 1997: Polizeiruf 110: Die falsche Sonja (Fernsehreihe)
- 1998: Siberia
- 1999: Männer sind wie Schokolade (Fernsehfilm)
- 1999: talk talk talk (Fernsehsendung)
- 1999:  Club der starken Frauen – Die rote Meile (Fernsehserie, Folge Blaue Augen)
- 2000: Klinik unter Palmen – Irrwege des Schicksals
- 2000: Wie angelt man sich seinen Chef? (Fernsehfilm)
- 2001: Unser Charly (Fernsehserie, Folge Bye Bye Andrea)
- 2001: Holiday Affair (Fernsehfilm)
- 2001: Tatort: Havarie (Fernsehreihe)
- 2001: Todeslust (Fernsehfilm)
- 2003: Kommissar Rex – Berühmt um jeden Preis (Fernsehserie)
- 2003: Der Pfundskerl – Mord im Zoo
- 2019: Plötzlich arm, plötzlich reich (Doku-Soap)